# One Right Now
«One Right Now» (с англ. — «Одна сейчас здесь») — песня американского рэпера Post Malone и канадского музыканта The Weeknd, изданная 5 ноября 2021 года звукозаписывающим лейблом Republic в качестве второго сингла с предстоящего четвёртого студийного альбома Post Malone.

## История
2 ноября 2021 года Post Malone и Weeknd разместили 7-секундный фрагмент песни под названием «PM&TW-ORN-Update.5.nonhyped.w1.mp3» в своих аккаунтах Instagram. Пост получил более 150 000 лайков всего за час.. Хотя изначально было неизвестно, каким будет название песни, менеджер Мэлоуна Dre London сообщил, что коллаборация будет называться «One Right Now». Песня знаменует собой первую совместную запись этих двух музыкантов.

## Композиция
Судя по тизеру, звук был охарактеризован как «клубный среднетемповый синти-поп трек», где двое музыкантов «гармонируют в оживлённом инструментальном ритме». Старр Боуэнбанк из Billboard назвал инструментал «синтезаторным поп-битом». Алекс Зидель из HotNewHipHop предсказал, что песня «будет доминировать на радио до конца года и, скорее всего, и в следующем».

## Музыкальное видео
Клип на песню «One Right Now», снятый режиссером Тану Муино, был выпущен 15 ноября 2021 года. В клипе Post Malone и The Weeknd вступают в перестрелку с командами друг друга, которая заканчивается тем, что они одновременно стреляют друг в друга.

## Чарты

### Еженедельные чарты
| Чарт (2021—2022)                        | Высшая позиция |
| --------------------------------------- | -------------- |
| Австралия (ARIA)                        | 9              |
| Австрия (Ö3 Austria Top 40)             | 34             |
| Бельгия/Фландрия (Ultratop 50)          | 43             |
| Канада (Billboard Canadian Hot 100)     | 7              |
| Канада (Billboard AC)                   | 33             |
| Канада (Billboard CHR/Top 40)           | 15             |
| Канада (Billboard Hot AC)               | 29             |
| Чехия (Rádio — Top 100)                 | 51             |
| Чехия (Singles Digitál Top 100)         | 54             |
| Дания (Tracklisten)                     | 12             |
| Финляндия (Suomen virallinen lista)     | 13             |
| Франция (SNEP)                          | 133            |
| Германия (GfK)                          | 45             |
| Мир (Billboard Global 200)              | 9              |
| Греция (IFPI)                           | 22             |
| Исландия (Plötutíðindi)                 | 15             |
| Индия India International Singles (IMI) | 8              |
| Ирландия (IRMA)                         | 15             |
| Мексика Mexico Airplay (Billboard)      | 33             |
| Нидерланды (Dutch Top 40)               | 25             |
| Нидерланды (Single Top 100)             | 35             |
| Новая Зеландия (Recorded Music NZ)      | 19             |
| Норвегия (VG-lista)                     | 7              |
| Португалия (AFP)                        | 33             |
| Швеция (Sverigetopplistan)              | 10             |
| Швейцария (Schweizer Hitparade)         | 20             |
| Великобритания (OCC UK Singles)         | 20             |
| США (Billboard Hot 100)                 | 6              |
| США (Billboard Adult Contemporary)      | 15             |
| США (Billboard Adult Pop Airplay)       | 13             |
| США (Billboard Dance/Mix Show Airplay)  | 19             |
| США (Billboard Pop Airplay)             | 5              |
| США (Billboard Rhythmic)                | 1              |

### Годовые чарты
| Чарт (2022)                       | Позиция |
| --------------------------------- | ------- |
| Australia (ARIA)                  | 72      |
| Canada (Canadian Hot 100)         | 50      |
| Global 200 (Billboard)            | 91      |
| US Billboard Hot 100              | 30      |
| US Adult Contemporary (Billboard) | 42      |
| US Adult Top 40 (Billboard)       | 31      |
| US Mainstream Top 40 (Billboard)  | 16      |
| US Rhythmic (Billboard)           | 9       |

## Сертификации
| Регион | Сертификация  | Продажи   |
| --- | ------------- | --------- |
| Австралия (ARIA) | Платиновый    | 70 000    |
| Канада (Music Canada) | 3× Платиновый | 240 000   |
| Дания (IFPI Danmark) | Золотой       | 45 000    |
| Италия (FIMI) | Золотой       | 50 000    |
| Норвегия (IFPI Norway) | Золотой       | 30 000    |
| Польша (ZPAV) | Золотой       | 25 000    |
| Португалия (AFP) | Золотой       | 5000      |
| Великобритания (BPI) | Серебряный    | 200 000   |
| Стриминг |               |           |
| Швеция (GLF) | Платиновый    | 8 000 000 |
| Данные о продажах + прослушиваниях приведены только на основе сертификации. · Данные только о прослушиваниях приведены на основе сертификации. |               |           |

## История выхода
| Регион | Дата          | Формат                     | Версия   | Лейбл    | Ссылка |
| ------ | ------------- | -------------------------- | -------- | -------- | ------ |
| Мир    | 5 ноября 2021 | Цифровые загрузки стриминг | Original | Republic | [ 62 ] |
| США    | 9 ноября 2021 | Contemporary hit radio     | Original | Republic | [ 63 ] |